# William Higinbotham
William Higinbotham (Bridgeport, 25 de outubro de 1910 - Gainesville, 10 de novembro de 1994) foi o criador, em 1958, do primeiro jogo para computadores, em um laboratório militar no estado de Nova York, Estados Unidos. Em Tennis for Two, duas barras verticais servem de raquetes e um ponto piscando no meio da tela representa a bola.
Em 1961 Steve Russell, estudante do Massachusetts Institute of Technology, criou o Spacewar! (Guerra Estrelar), um jogo interativo de computador. A invenção não é nada prática: a máquina toma um andar inteiro.